# جوني كيمب
جوني كيمب (بالإنجليزية: Johnny Kemp) هو ملحن ومنتج أسطوانات ومغن مؤلف باهاماسي، ولد في 2 أغسطس 1959 في ناساو في باهاماس، وتوفي في 16 أبريل 2015 في مونتيغو باي في جامايكا.

## وصلات خارجية
- الموقع الرسمي
- جوني كيمب على موقع IMDb (الإنجليزية)
- جوني كيمب على موقع ميوزك برينز (الإنجليزية)
- جوني كيمب على موقع ديسكوغز (الإنجليزية)
- جوني كيمب على موقع قاعدة بيانات الفيلم (الإنجليزية)